# Walter Pissecker
Walter Pissecker (* 1. Oktober 1929 in Wien; † 20. Juni 1985 ebenda) war ein österreichischer Fernsehjournalist und Textautor von Wienerliedern.

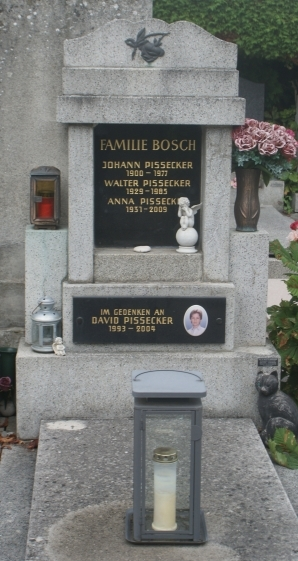
Grabstätte von Walter Pissecker

## Leben
Walter Pissecker gestaltete gemeinsam mit Teddy Podgorski die ORF-Sendereihe Panorama. Darin widmete er sich 16 Jahre lang ungewöhnlichen Menschen mit ungewöhnlichen Beschäftigungen oder Hobbys. Seine sensible, einfühlsame Berichterstattung erweckte nie den Eindruck, die etwas skurrilen Menschen, denen sie sich widmete, „auszustellen“ oder zu verhöhnen. 
Pissecker präsentierte unter anderem österreichische Westernreiter und Tierfreunde mit Alligatoren in der Badewanne, er setzte sich mit dem „Greißlersterben“ auseinander, mit dem Beruf der Klofrau und mit Leuten mit besonders geschickten Zehen. Er porträtierte Franz Gsellmann, den allerdings gänzlich unironischen Verfertiger einer Weltmaschine à la Jean Tinguely, den Bastler Emil Müller, der seine Zweistufenraketen von der Perchtoldsdorfer Heide aus startete, den gebissstarken Günther Lerchbaumer aus Kärnten, der sich mit einem Seil im Mund ganze Staumauern und Felswände hochziehen ließ, und noch viele mehr. Gemeinsam mit Podgorski erfand und gestaltete Walter Pissecker auch die ORF-Sendung Seinerzeit. Für Karl Hodina textete er zahlreiche Wienerlieder wie I liassert Kirschen für di wachsen und Mir ham’s mein Schrebergarten g’numman.
Walter Pissecker war mit Anna Pissecker, geborene Hopfgartner, verheiratet und hatte mit ihr zwei Söhne. Er war ab 1980 Mitglied der Freimaurerloge Zu den 7 Himmeln. Sein Sohn Wolfgang Pissecker (* 1965) thematisierte die komplizierte Beziehung zu seinem früh verstorbenen Vater später in einem Kabarettprogramm. Seine letzte Ruhestätte befindet sich auf dem Perchtoldsdorfer Friedhof (Gruppe 1, Nummer 444).

## Videos
- Der letzte Weg der Maria Hofmann Panorama (ORF), 18. September 1981, 9 min.

## Publikationen
- Karl Hodina. Ein Maler aus Wien. Text von Walter Pissecker, Jugend und Volk, Wien 1980, ISBN 3-7141-6739-0.